# 旧生野警察署
旧生野警察署（きゅういくのけいさつしょ）は、兵庫県朝来市生野町口銀谷523にある建築物（擬洋風建築）。1886年（明治19年）に竣工し、1914年（大正3年）まで警察の建物として用いられた。朝来市指定有形文化財。所有者は生野1区であり、一区公民館（いっくこうみんかん）という別称がある。

## 建築
三角形のペディメント、軒蛇腹、左右対称に2つ設置された扉などが特徴である。主屋根の棟瓦には警察の紋章が、その下部には「イ」字を9個組み合わせた生野町の旧町章がデザインされている。

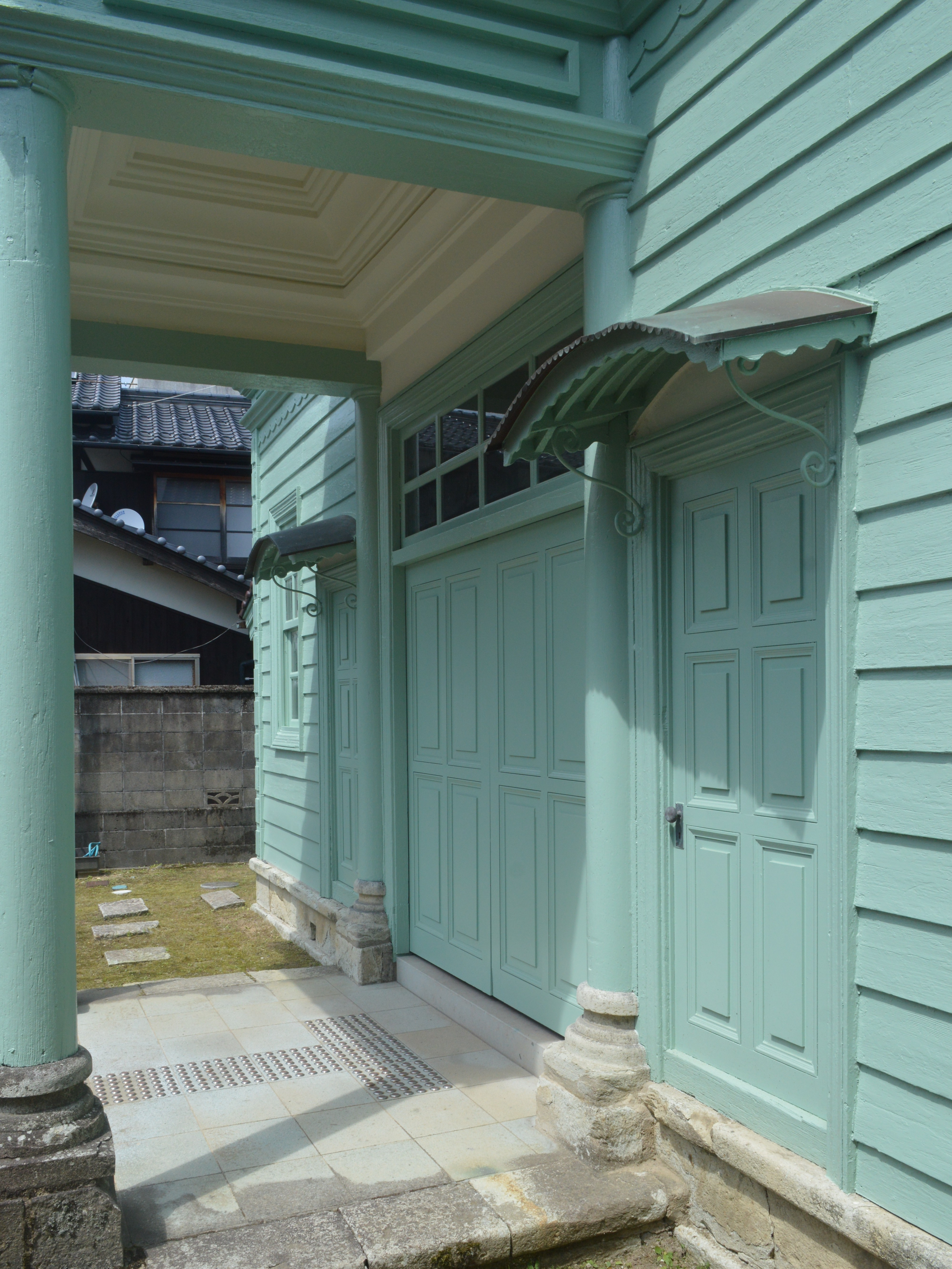
入口部分
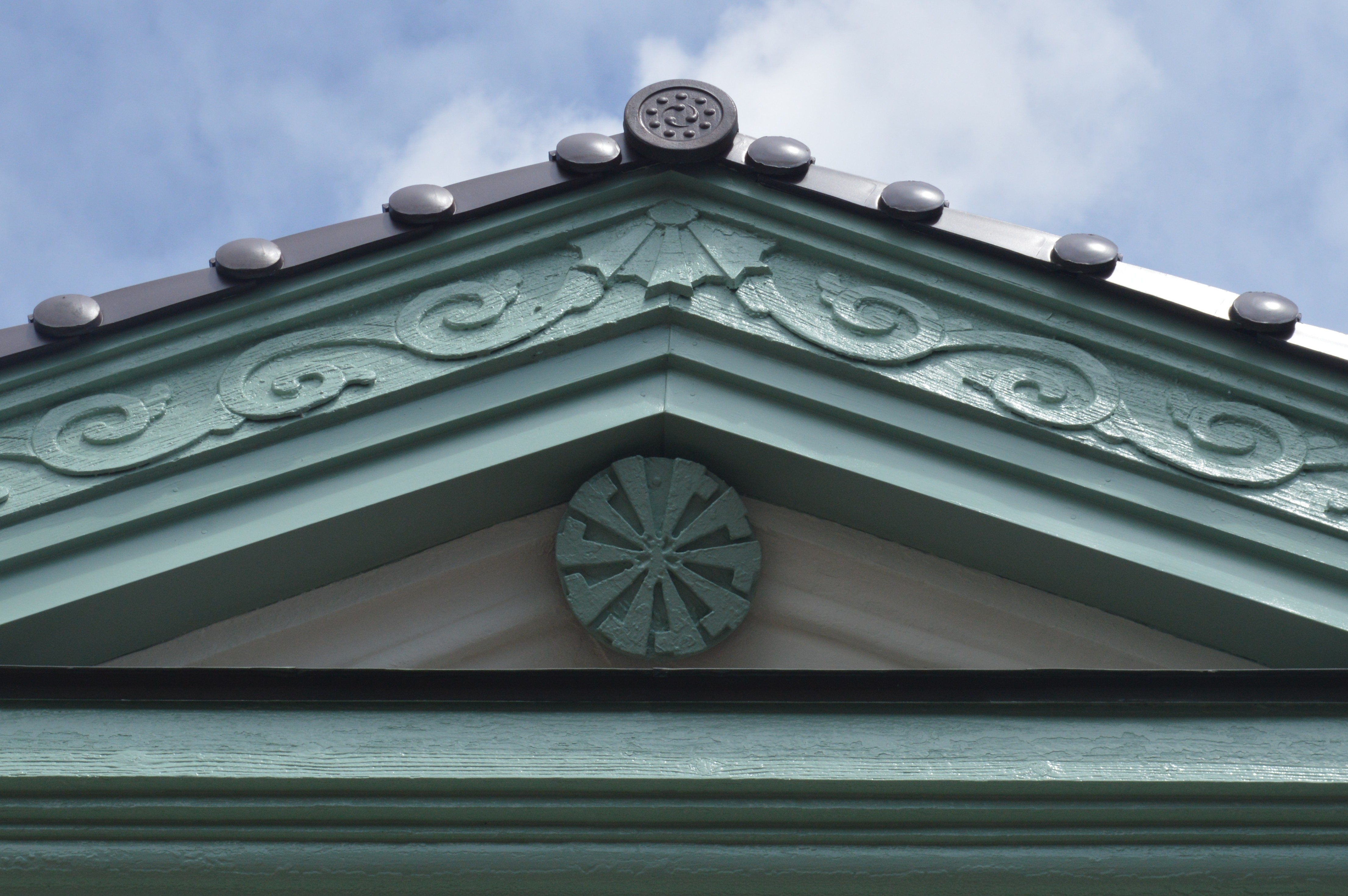
生野町の旧町章

## 歴史

### 建物の歴史

#### 竣工
1882年（明治15年）7月、兵庫県朝来郡生野町（現・朝来市）にある豊岡警察署生野交番所が生野分署に昇格し、民家を借り上げて庁舎とした。
1886年（明治19年）10月、生野町ほか5村が負担して木造平屋建の庁舎を新築した。大工の杉浦嘉作がフランス人技師の異人館を真似て建てた擬洋風建築である。同年11月には和田山警察署が新設され、生野分署は和田山警察署の所属となった。

#### 警察署の移転後

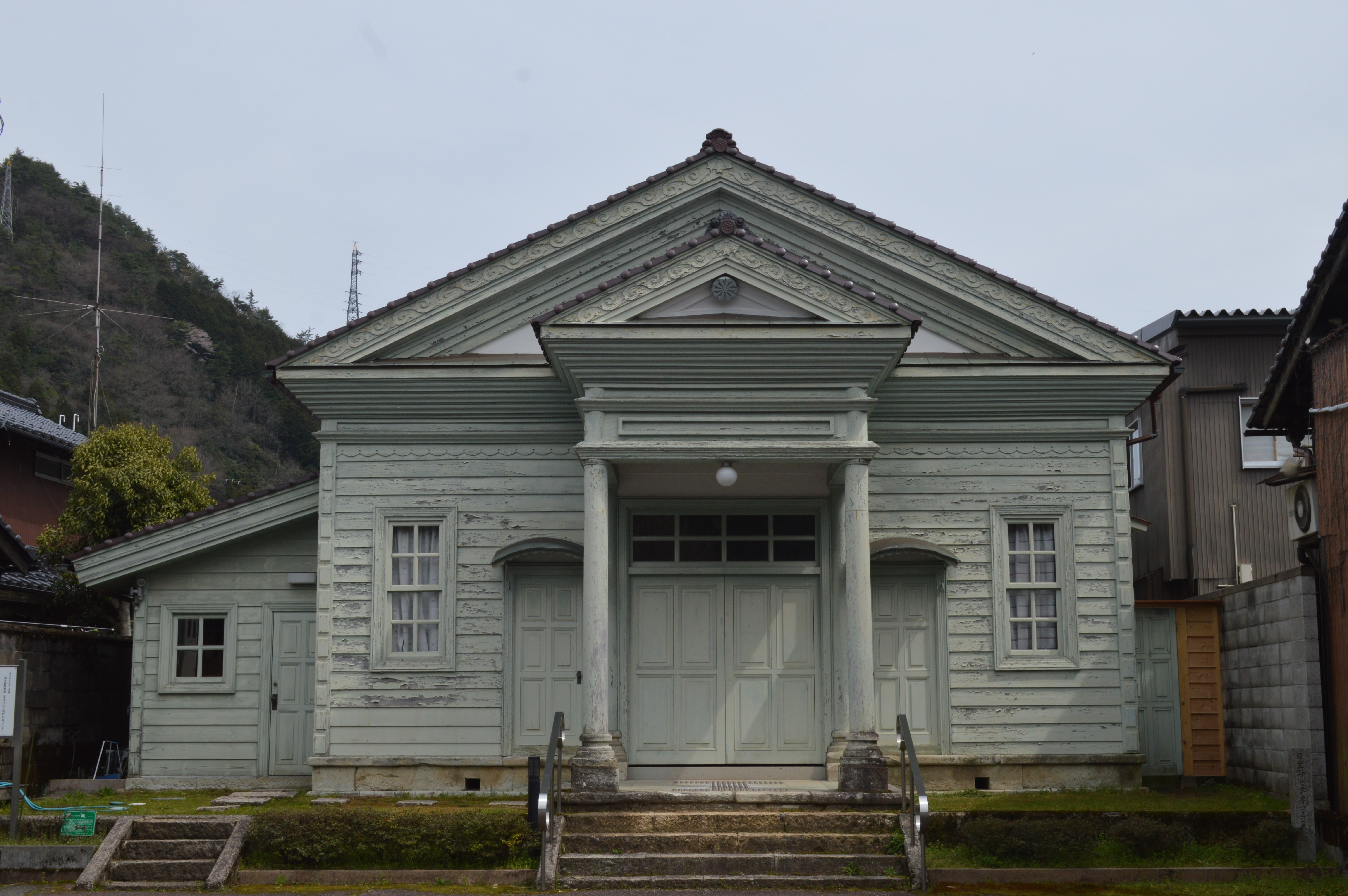
白色の塗装時（2024年）

1914年（大正3年）には和田山警察署生野分署が移転したため、まずは私立幼稚園の園舎として用いられた。翌1915年（大正4年）には生野1区の一区公民館となった。
1999年（平成11年）3月29日、建物が生野町指定有形文化財に指定された。2001年（平成13年）に改修工事が行われた。2005年（平成17年）4月1日の朝来市発足とともに朝来市指定有形文化財に指定された。

### 生野警察署の歴史

#### 警察署への昇格
1926年（大正15年）7月には警察の分署制度が廃止され、和田山警察署生野分署は警部補の古家謹一を初代署長とする生野警察署に昇格した。戦時中の1942年（昭和17年）7月1日には初めて警部の署長が配置されたが、直後の1943年（昭和18年）4月には生野警察署が廃止されて警部補派出所に格下げされた。管内には生野銀山などで働く鉱山労働者が多かったが、その割には事故・事件が少なかったという背景がある。しかし、太平洋戦争の戦局が悪化するにつれて都市部からの疎開者が増え、また捕虜の鉱山就労も行われるようになったため、1945年（昭和20年）5月には再び警察署に格上げされて生野警察署となった。

#### 戦後
1948年（昭和23年）3月、警察制度の改革（旧警察法）によって自治体警察生野町警察署となった。1951年（昭和26年）10月には自治体警察が廃止されて国家地方警察生野地区警察署に改称し、1954年（昭和29年）7月には兵庫県生野警察署に改称した。1957年（昭和32年）2月、格下げされて和田山警察署生野警部派出所に改称した。1961年（昭和36年）には国鉄播但線生野駅前に生野警部派出所駅前駐在所が設置された。1969年には生野警部派出所の庁舎が新築された。